# Impasse des vertus
Pour plus de détails, voir Fiche technique et Distribution.
Impasse des vertus est un film français réalisé par Pierre Méré, sorti en 1955.

## Fiche technique
- Titre : Impasse des vertus
- Réalisation : Pierre Méré
- Assistants : Jacques Poitrenaud et Jean-Claude Roy
- Scénario : Pierre Méré et Jean Périne
- Dialogues : Jean Périne
- Photographie : Joseph C. Brun
- Son : Norbert Gernolle
- Musique : René Denoncin et Jean Marion
- Montage : Jacques Mavel
- Production : S.E.L.B. Films - S.L.P.F. - SONODIS
- Format :  Noir et blanc - 1,37:1 - 35 mm - Son mono
- Pays de production :  France
- Durée : 98 minutes
- Date de sortie : 
  - France : 8 novembre 1955
- Affiche : Clément Hurel (France)

## Distribution
- Isabelle Pia : Monique Pallier
- Christian Marquand : Eugène Legrand
- Simone Paris : Denise Pallier
- Raymond Bussières : Glibert
- Jacqueline Carrel
- Georges Chamarat : M. Seguin
- Daniel Cauchy : Fanfan
- Jean-Louis Le Goff : Inspecteur Mercier
- Geneviève Morel : Rose Séguin
- Mario David
- Émile Prud'homme :  L'accordéoniste
- Claudy Chapeland :  Jeannot Pallier